# تری اوکوئین
تری اوکوئین (به انگلیسی:Terry_O'Quinnزاده: ۱۵ ژوئیه ۱۹۵۲) بازیگر آمریکایی برنده جایزه امی است. این بازیگر به خاطر نقشش در سریال گمشدگان معروف است.
او همچنین در ۱۸ قسمت سریال آلیاس بازی کرده‌است. تری اوکوین بازیگری آمریکایی که بیشتر به خاطر نقش جان لاک در سریال گمشدگان به شهرت رسید، آغاز کار خود در تلویزیون را با سریال F.D.R در سال ۱۹۸۰ شروع کرد.
بعد از آن می‌توان به نقش‌های جزئی وی در بعضی از سریال‌ها از قبیل قاتل‌های جوان، همه حرکات درست، گلوله نقره‌ای و جایگاه‌ها در قلب و … اشاره کرد.
تری همچنین در بعضی از برنامه‌های تلویزیونی از قبیل Miami Vice, The Twilight Zone, Tales of the Unexpected, به عنوان مهمان حضور داشته‌است.او همچنین در اسپین آف مردگان متحرک آنهایی که زنده می مانند ایفای نقش کرده است 
وی برای بازی در فیلم ناپدری و ناپدری ۲ شناخته شد و در سال ۱۹۹۶ در نقش پیتر واتس در میلنیوم بازی کرد که این سریال تا سه فصل ادامه یافت و پخش شد.
در سال ۲۰۰۴ تری بالاخره موفق شد در راه بازیگری به نقش جان لاک در سریال گمشدگان به شهرت برسد و جایگاهش را در بازیگران تلویزیونی ثابت کند و برنده جایزه امی در سال ۲۰۰۷ و کاندیدای آن در سال‌های ۲۰۰۵ و ۲۰۱۰ شد.

## دوران جوانی
تری اوکویین در بیمارستان وار مموریال (یکی از بیمارستان‌های که به یادبود دوران جنگ و کشته‌های آن ساخته شده بود) در سالت مری میشیگان زاده شد و عضو جدیدی از یازده خواهر و برادر بود با پدر و مادر آمریکایی ایرلندی.
در نیوبری میشیگان بزرگ شد و در دانشگاه مرکزی میشیگان و دانشگاه ایووا تحصیل کرده‌است.
اسمش را از ترنس کوین به تری اکویین تغییر داد چون بازیگر دیگری با نام ترنس کویین وجود داشت.
تری در اوایل دهه هفتاد زمانی که در دانشگاه مرکزی میشیگان در حال تحصیل بود بازیگری را شروع کرد و فقط کار بازیگری نبود بلکه نمایشنامه‌نویسی و کارگردانی هم می‌کرد.
او یک نمایشنامه موزیکال ارکسترینا نوست را کارگردانی کرد که ۵ کاراکتر در آن بود.
در دهه هشتاد تری در فیلم و سریال‌های بسیاری ایفای نقش کرد
از اولین نقش‌های او می‌توان به بازی وی در سریال Miami Vice و Star Trek اشاره کرد.
تری با بازی در نقش قاتل سریال دیوانه‌ای در ناپدری پیشرفت بسیاری در این زمینه داشت. بازی وی در این فیلم مورد تحسین یک منتقد به نام رابرت ایبرت از شیکاگو سان تایمز قرار گرفت که به گفته وی بازی قوی‌تری اوکویین یکی از عامل‌های اصلی موفقیت این سریال بود.
اکویین برای بازی در این نقش نامزد دریافت جایزه سترن و ایندپندنت اسپیریت شد.
قسمت دوم این فیلم دو سال بعد نیز پخش شد ولی به موفقیت فیلم اولی دست نیافت.
تری در قسمت سوم فیلم ناپدری بازی نکرده و دلیل آن هم هنوز به‌طور قطع بازگو نشده‌است و نقش ناپدری را در قسمت سوم رابرت وایتمن بازی کرده‌است.

## سری فیلم‌های ناپدری
از سال ۱۹۸۷ تا ۱۹۸۹ تری در نقش اصلی فیلم ترسناک ناپدری ۱ و ۲ یعنی یک قاتل زنجیره‌ای و روانی با نام جری بلیک (که این اسم هیچوقت توی فیلم برای بیننده‌ها گفته نشد)
که عقیده داشت یک خانواده درست و حسابی دارد. وقتی که مادر بیوه و دخترش با توقعات او کنار نیومدن از درون دیوانه می‌شود و سعی می‌کند به بیرحمانه‌ترین نحو آن‌ها را به قتل برساند. در قسمت دوم او از تیمارستان فرار می‌کند و هویت مردی را که همان ابتدای فیلم می‌کشد می‌دزد که نام اون جین کلیفرد بوده‌است و دیوانه بازی‌هایش را از اول شروع می‌کند. او در سومین و آخرین قسمت فیلم بازی نکرد.

## سریال گمشدگان
بعد از نقش یک پلیس فدرال در الیاس، تری اوکویین یک تماس از تهیه‌کننده سریال گمشدگان دریافت کرد بر مبنای بازی وی در یک سریال درام به نام لاست (گمشدگان).
تری در سال ۲۰۰۵ نامزد دریافت جایزه امی شد برای بهترین بازیگر مرد در نقش جان لاک. تری می‌گوید اوایل زیاد چندان امیدی به موفقیت لاست نداشتم.. هرچند که برخلاف نظر وی این سریال محبوب‌ترین سریال شناخته شد و نقش وی یکی از دوست داشتنی‌ترین و پایدارترین نقش‌ها بود. او در ۱۶ سپتامبر ۲۰۰۷ برنده جایزه امی برای بهترین بازیگر مرد در سریال گمشدگان در نقش جان لاک شد و او همچنین یکبار دیگر در سال ۲۰۱۰ کاندیدای این جایزه شد.
در یکی از مصاحبه‌هایش تری اعلام کرده بود که موفقیت او و راحت بازی کردنش در این نقش به خاطر این بود که شخصیت جان لاک تا حدی شبیه به شخصیت خودش بوده‌است.

## زندگی شخصی
تری اوکویین ۳۱ سال است که با لری ازدواج کرده‌است و در ریسترستاون مریلند با هم زندگی می‌کردند اما بعد از پخش سریال لاست آن‌ها هم به پیروی از بقیه بازیگران لاست به هاوایی رفتن چون محل فیلمبرداری گمشدگان در هاوایی بود و حالا او یک خانه در مریلند و یکی در هاوای دارد
حاصل ازدواج لری و تری دو فرزند پسر به نام‌های الیور و هانتر است.
تری همچنین یک نوه دارد.

## فیلمشناسی

### سینما
| Year | Title                   | Role                    | Notes |
| ---- | ----------------------- | ----------------------- | --- |
| ۱۹۸۰ | دروازه بهشت (فیلم)      | Capt. Minardi           | |
| ۱۹۸۱ | The Doctors             | Dr. Jerry Dancy         | |
| ۱۹۸۳ | تمام حرکات درست (فیلم)  | Freeman Smith           | |
| ۱۹۸۴ | مکان‌هایی در قلب         | Buddy Kelsey            | |
| ۱۹۸۴ | خانم سافل               | Detective Buck McGovern | |
| ۱۹۸۵ | گلوله نقره              | Sheriff Joe Haller      | |
| ۱۹۸۵ | مایه دردسر              | Claude Harbrough        | |
| ۱۹۸۶ | Between Two Women       | Dr. Wallace             | |
| ۱۹۸۶ | کمپ فضایی               | Launch Director         | |
| ۱۹۸۷ | ناپدری (فیلم ۱۹۸۷)      | Jerry Blake             | Nominated—Independent Spirit Award for Best Male Lead Nominated—جایزه انجمن ملی منتقدان فیلم برای بهترین بازیگر مرد Nominated—Saturn Award for Best Actor |
| ۱۹۸۷ | بیوه سیاه (فیلم ۱۹۸۷)   | Bruce                   | |
| ۱۹۸۸ | اسلحه‌های جوان (فیلم)    | Alex McSween            | |
| ۱۹۸۹ | سنجاق (فیلم)            | Dr. Linden              | |
| ۱۹۸۹ | Blind Fury              | Frank Deveraux          | |
| ۱۹۸۹ | Stepfather II           | Dr. Gene Clifford       | |
| ۱۹۸۹ | The Forgotten One       | Bob Anderson            | |
| ۱۹۹۰ | پیمان خونین             | Major Beckett           | |
| ۱۹۹۰ | زیبابین (فیلم ۱۹۹۰)     | Henry                   | |
| ۱۹۹۱ | Son of the Morning Star | General Alfred Terry    | |
| ۱۹۹۱ | موشک‌زن (فیلم)           | هوارد هیوز              | |
| ۱۹۹۱ | تجارت شرکت (فیلم)       | Colonel Pierce Grissom  | |
| ۱۹۹۲ | The Cutting Edge        | Jack Moseley            | |
| ۱۹۹۲ | My Samurai              | James McCrea            | |
| ۱۹۹۳ | توم‌استون (فیلم)         | Mayor John Clum         | |
| ۱۹۹۳ | Born Too Soon           | Dr. Friedman            | |
| ۱۹۹۵ | Shadow Warriors         | Dr. Connors             | |
| ۱۹۹۶ | ارواح میسیسیپی          | Judge Hilburn           | |
| ۱۹۹۶ | ترس کهن (فیلم)          | Bud Yancy               | |
| ۱۹۹۷ | My Stepson, My Lover    | Richard Cory            | |
| ۱۹۹۷ | Breast Men              | Hersch Lawyer           | |
| ۱۹۹۷ | توطئه سایه              | Frank Ridell            | |
| ۱۹۹۸ | پرونده‌های مجهول (فیلم)  | Darius Michaud          | |
| ۲۰۰۰ | رده ایکس                | J.R. Mitchell           | |
| ۲۰۰۱ | قانون‌شکنان آمریکایی     | Rollin H. Parker        | |
| ۲۰۰۲ | Hometown Legend         | Buster Shuler           | |
| ۲۰۰۲ | گردن‌بند (فیلم ۲۰۰۲)     | Casey Keddington        | |
| ۲۰۰۳ | مدرسه قدیمی             | Goldberg                | Uncredited |
| ۲۰۱۶ | New Life                | Dr. Sumrall             | |

### تلویزیون
| Year      | Title                                  | Role                            | Notes |
| --------- | -------------------------------------- | ------------------------------- | --- |
| ۱۹۸۲      | داستان‌های باورنکردنی (سریال تلویزیونی) | Cop                             | Episode: "In the Bag" |
| ۱۹۸۴      | Miami Vice                             | Richard Cain                    | Episode: "Give a Little, Take a Little" |
| ۱۹۸۵      | منطقه نیمه‌روشن (سری تلویزیونی ۱۹۸۵)    | Dr. Curt Lockridge              | Episode: "Chameleon" |
| ۱۹۸۵      | An Early Frost                         | Dr. Redding                     | |
| ۱۹۸۵      | Remington Steele                       | Chuck McBride                   | Episode: "Coffee, Tea or Steele" |
| ۱۹۸۷      | Moonlighting                           | Bryant Wilbourne                | Episode: "Take a Left At the Altar" |
| ۱۹۹۰      | Jake and the Fatman                    | Vincent Novak                   | Episode: "You're Driving Me Crazy" |
| ۱۹۹۲      | L.A. Law                               | Nick Moats                      | Episode: "Beauty and the Breast" |
| ۱۹۹۳      | قصه‌هایی از سردابه (مجموعه تلویزیونی)   | Inspector Martin Zeller         | Episode: "The Bribe" |
| ۱۹۹۳      | Visions of Murder                      | Admiral Truman Hager            | Television movie |
| ۱۹۹۴      | پیشتازان فضا: نسل بعدی                 | Admiral Erik Pressman           | Episode: "The Pegasus" |
| ۱۹۹۴      | Earth 2                                | Reilly                          | 6 episodes |
| ۱۹۹۴      | Matlock                                | Malcolm Engle                   | Episode: "The Dare" |
| ۱۹۹۵      | پرونده‌های ایکس                         | Lt. Brian Tillman               | Episode: "Aubrey" |
| ۱۹۹۵–۲۰۰۲ | جاگ (مجموعه تلویزیونی)                 | Capt. /RAdm. Thomas Boone, CAG  | 10 episodes |
| ۱۹۹۶      | Diagnosis: Murder                      | Dr. Ronald Trent                | Episode: "The Murder Trade" |
| ۱۹۹۶–۱۹۹۹ | Millennium                             | Peter Watts                     | 41 episodes |
| ۱۹۹۹–۲۰۰۰ | Harsh Realm                            | General Omar Santiago           | 9 episodes |
| ۲۰۰۱      | Roswell                                | Carl                            | Episode: "Michael, the Guys, and the Great Snapple Caper" |
| ۲۰۰۲      | پرونده‌های ایکس                         | Shadow Man                      | Episode: "Trust No 1" |
| ۲۰۰۲–۲۰۰۴ | آلیاس                                  | FBI Asst. Director Kendall      | 18 episodes |
| ۲۰۰۳      | Phenomenon II                          | Military officer Jack Hatch     | Television movie |
| ۲۰۰۳–۲۰۰۴ | بال غربی (مجموعه تلویزیونی)            | General Nicholas Alexander      | 7 episodes |
| ۲۰۰۴      | ان‌سی‌آی‌اس                               | Col. Will Ryan                  | Episode: "Enigma" |
| ۲۰۰۴      | نظم و قانون: قصد جنایی                 | Gordon Buchanan                 | Episode: "Mis-Labeled" |
| ۲۰۰۴–۲۰۱۰ | لاست                                   | جان لاک (لاست)/The Man in Black | 101 episodes جایزه امی ساعات پربیننده بهترین بازیگر مکمل مرد در مجموعه تلویزیونی درام جایزه ساترن بهترین بازیگر نقش مکمل مرد تلویزیونی جایزه انجمن بازیگران فیلم برای بهترین اجرای گروه بازیگران در مجموعه درام Nominated—جشنواره تلویزیونی مونت-کارلو (2007, 2009–11) Nominated—جایزه امی ساعات پربیننده بهترین بازیگر مکمل مرد در مجموعه تلویزیونی درام (2005, 2010) Nominated—جایزه ساترن بهترین بازیگر نقش مکمل مرد تلویزیونی (2006, 2008, 2011) Nominated—جوایز برگزیده نوجوانان |
| ۲۰۱۱      | Taken from Me: The Tiffany Rubin Story | Mark Miller                     | Television movie |
| ۲۰۱۱–۲۰۱۸ | هاوایی فایو-زیرو                       | Commander Joe White             | 16 episodes |
| ۲۰۱۲–۲۰۱۳ | Falling Skies                          | Arthur Manchester               | 3 episodes Nominated—Saturn Award for Best Guest Starring Role on Television |
| ۲۰۱۲      | پارک خیابان ۶۶۶                        | Gavin Doran                     | 13 episodes |
| ۲۰۱۴      | وصله جنایتکاران (مجموعه تلویزیونی)     | Sam Chapel                      | 12 episodes |
| ۲۰۱۴      | فینیس و فرب                            | Professor Mystery (voice)       | Episode: "Lost in Danville" |
| ۲۰۱۵      | Full Circle                            | Jimmy Parerra                   | 6 episodes |
| ۲۰۱۵–۲۰۱۸ | پاتریوت (مجموعه تلویزیونی)             | Tom Tavner                      | 18 episodes |
| ۲۰۱۶      | Secrets and Lies                       | John Warner                     | Main role; 7 episodes |
| ۲۰۱۷      | فهرست سیاه (مجموعه تلویزیونی)          | Howard Hargrave                 | Episode: "Isabella Stone (No. 34)"; uncredited |
| ۲۰۱۷      | The Blacklist: Redemption              | Howard Hargrave                 | Recurring; 7 episodes |
| ۲۰۱۷      | Mysteries of the Missing               | Himself (host)                  | Recurring |
| ۲۰۱۸      | کسل راک (مجموعه تلویزیونی)             | Dale Lacy                       | 4 episodes |
| ۲۰۱۹      | Perpetual Grace, LTD                   | Texas Ranger Wesley Walker      | 10 episodes |
| ۲۰۱۹      | Emergence                              | Richard Kindred                 | Recurring |
| ۲۰۲۰–۲۰۲۱ | FBI: Most Wanted                       | Byron LaCroix                   | 5 episodes |
| ۲۰۲۱      | بیگانه ساکن                            | Peter Bach                      | Episode: "Welcome Aliens" |
| ۲۰۲۱      | Pieces of Her                          | Martin Queller                  | Recurring role |
| ۲۰۲۱      | Christmas Sail                         | Dennis                          | Hallmark Movie |